# Radhika Apte
Pour les articles homonymes, voir Apte.
Radhika Apte, née le 7 septembre 1985 à Vellore (Inde), est une actrice de théâtre et de cinéma indienne.

## Biographie
Née à Vellore, dans le Tamil Nadu, élevée à Pune, dans le Maharashtra, Apte a commencé à jouer dans des productions théâtrales avant de se lancer dans le cinéma. Elle a fait ses débuts au cinéma avec un bref rôle dans le fantasme hindi Vaah! La vie Ho Toh Aisi! (2005). Apte a depuis travaillé sur des films en hindi,  tamoul, telugu, malayalam, bengali et marathi.

## Filmographie partielle

### Cinéma
- 2011 : I Am d'Onir : Natasha
- 2015 : Badlapur de Sriram Raghavan : Kanchan (Koko)
- 2015 : La Saison des femmes (Parched) de Leena Yadav : Lajjo
- 2018 : Pad Man de R. Balki (en) : Gayatri
- 2018 : Andhadhun de Sriram Raghavan : Sophie
- 2018 : L'Enlèvement (The Wedding Guest) de Michael Winterbottom : Samira
- 2019 : A Call to Spy (en) de Lydia Dean Pilcher (en) : Noor Inayat Khan
- 2020 : Dans la nuit solitaire (en) de Honey Trehan : Radha
- 2024 : Sister Midnight (en) de Karan Kandhari : Uma
- 2025 : Last Days de Justin Lin

### Télévision
- 2018 : Le Seigneur de Bombay : Anjali Mathur (saison 1)